# Stane Kranjc (politolog)
Stane Kranjc, slovenski politik, politolog in predavatelj na FDV, * 14. oktober 1929, Sevnica.
Kranjc je leta 1963 diplomiral na ljubljanski VŠPV ter prav tam 1986 tudi doktoriral. Od 1946 do 1963 je delal v šolstvu, državni upravi in družbenopolitičnih organizacijah ter deloval v politiki, mdr. kot predsednik Ljudske mladine Slovenije, nato republiški poslanec (v prosvetno-kulturnem zboru Skupščine SRS), kot član vodstev ZKS (CK ZKS od 1965 in njegovega izvršnega komiteja), 1969 je postal član Predsedstva ZKJ in predsednik njegove komisije za znanstveno delo; deloval je tudi v republiškem in zveznem odboru SZDL in prosvetno-kulturnem zboru zvezne skuščine. Po diplomi se je zaposlil na Visoki šoli za politične vede (poznejši FSPN) kot višji predavatelj ter strokovni svetnik, od 1986 kot izredni profesor FSPN/FDV. Osrednje področje Kranjčevega raziskovalnega dela je bilo proučevanje interesnega in političnega združevanja in organiziranja. Sodeloval je pri ustanovitvi družboslovne revije Teorija in praksa in bil od leta 1964 do 1967 njen odgovorni, nato pa do 1972 glavni urednik., kasneje predsednik uredniškega sveta te revije. Bil je tudi predsednik založniškega sveta založbe Mladinska knjiga, predsednik strokovnega sveta SRS za vzgojo in izobraževanje, predstojnik centra za politološke raziskave na FSPN (1977-85), predstojnik katedre za politične vede in predsednik Slovenskega politološkega društva. Poleg drugih odlikovanj je dobil Žagarjevo nagrado za pedagoško delo (1980).